# Huang Sijing
Huang Sijing (8 de janeiro de 1996) é uma basquetebolista profissional chinesa.

## Carreira
Huang Sijing integrou a Seleção Chinesa de Basquetebol Feminino na Rio 2016, terminando na décima colocação.